# Jahandar Shâh
Jahandar Shah (9 mai 1661 - 12 février 1713) est un empereur moghol qui régna onze mois de mars 1712 à février 1713. Il est l'un des quatre fils de Bahâdur Shâh qui se disputent le trône à la mort de ce dernier. Après plusieurs mois de combats, c'est Jahandar qui sort vainqueur.

## Un souverain incapable
Jahandar Shah n'est pas un bon administrateur et il ne s'acquitte pas de ses devoirs impériaux. Il a un goût prononcé pour la luxure, et cela mène son pays vers une autre guerre civile.
Durant son règne, l'empire est contrôlé en grande majorité par l'impératrice Lal Kanwar et sa famille, qui pille le trésor et gère le pays de façon désastreuse.
Zulfiqar Khan, celui qui avait mené Jahandar Shah au trône, est lui aussi largement impliqué dans la gestion de l'empire.

## La révolte de Muhammad Farrukhsiyar
Peu de temps après le début du règne de Jahandar, un nouveau conflit de succession émerge dans l'Empire. Muhammad Farrukhsiyar, petit-fils de Bahâdur Shâh, s'auto-proclame empereur et lève des troupes avec l'aide des frères Sayyid (en). Le 6 janvier 1713, il bat Jahandar Shah à la bataille de Samugarh. L'Empereur et sa femme s'échappent à Delhi en demandant l'aide de Zulfiqar Khan, mais ce dernier les emprisonne afin d'obtenir les faveurs du nouvel empereur. 
Jahandar Shah est assassiné dans sa prison le 11 février 1713 et est enterré avec les membres de la famille impériale.

## Sources
(en)http://www.storyofpakistan.com/person.asp?perid=P066